# INS Rahav (2013)
Pour les autres navires du même nom, voir INS Rahav.
L'INS Rahav est un sous-marin israélien de classe Dolphin 2. Le sous-marin a été construit à Kiel, en Allemagne, et livré à la marine israélienne au port de Haïfa le 12 janvier 2016. Il est entré en service le lendemain.
Son nom est le mot hébreu pour Rahab, un nom tiré de la Bible : « N’est-ce pas toi qui as coupé Rahab en morceaux, qui as transpercé ce monstre ? » (Isaïe 51)
Les sous-marins de classe Dolphin 2 ont un schéma de peinture original, avec des aériens (périscope etc.) bleu turquoise, un kiosque bleu marine et une coque d'un bleu outremer plus sombre. Les sous-marins précédents de classe Gal étaient entièrement peints en vert. Les tons vert et turquoise se sont avérés un camouflage extrêmement efficace en mer Méditerranée.